# Cosmos 362
Cosmos 362 (en cirílico, Космос 362) fue un satélite artificial militar soviético perteneciente a la clase de satélites DS (tipo DS-P1-I) y lanzado el 16 de septiembre de 1970 mediante un cohete Kosmos-2I desde el cosmódromo de Plesetsk.

## Objetivos
Cosmos 362 fue parte de una red de satélites militares utilizados para calibrar y mejorar el sistema de detección antimisiles balísticos soviético. El propósito declarado por la Unión Soviética ante la Organización de las Naciones Unidas en el momento del lanzamiento era realizar "investigaciones de la atmósfera superior y el espacio exterior".

## Características
El satélite tenía una masa de 300 kg, forma dodecaédrica y la alimentación eléctrica era proporcionada por células solares situadas en su superficie. Reentró en la atmósfera el 13 de octubre de 1971. El satélite fue inyectado en una órbita con un perigeo de 281 km y un apogeo de 854 km, con una inclinación orbital de 71 grados y un período de 95,65 minutos.

## Resultados científicos
El cohete portador de Cosmos 362 quedó en órbita tras soltar al propio satélite. El estudio de su rotación y la variación de esta con el tiempo fue utilizado como comparación con la rotación de otros cohetes en órbita en el estudio On the evolution of the spin motion of the rocket 1969-51 B.